# Seznam panovníků Monaka

Níže je uveden seznam panovníků Monaka. Většina patří k rodu Grimaldiů; existují výjimky, které tvoří především správci knížectví v obdobích cizí okupace.

Knížecí standarta

## Páni Monaka

### Grimaldiové
- Francesco Grimaldi (1297)
- Rainier I. (1297–1301)

### Grimaldi-Monaco
- Karel I. (1331–1357) – společně od roku 1352
- Antonín (1352–1357) – společně od roku 1352
- Rainier II. (1352–1357) – společně od roku 1352
- Gabriel (1352–1357) – společně od roku 1352
- Ludvík (1395, 1397–1402)
- Ambrož Mentonský (1419–1427)
- Antonín z Roquebrune (1419–1427)
- Jan I. (1395, 1419–1436, 1436–1454)
- Catalan (1454–1457)
- Claudie Grimaldi (1457–1458), manželka Lamberta

### Grimaldi-Antibes
- Lambert (1458–1494)
- Jan II. (1494–1505)
- Lucien Grimaldi (1505–1523)
- Honoré I. (1523–1581)
  - Augustín Grimaldi (1612–1505), regent 1523 až 1532
- Karel II. (1581–1589)
- Hercules I. (1589–1604)
- Honoré II. (1604–1612), povýšen na knížete

## Monacká knížata

### Grimaldi-Antibes
| obrázek | jméno           | život     | období vlády | rodiče                                  | poznámky                     |
| ------- | --------------- | --------- | ------------ | --------------------------------------- | ---------------------------- |
|         | Honoré II.      | 1597–1662 | 1612–1662    | Hercules I. Maria Landini               | povýšen na knížete roku 1612 |
|         | Ludvík I.       | 1642–1701 | 1662–1701    | Hercules z Baux Maria Aurelia Spinola   | vnuk Honoré II.              |
|         | Antonín I.      | 1661–1731 | 1701–1731    | Ludvík I. Kateřina Charlotta de Gramont |                              |
|         | Luisa Hippolyta | 1697–1731 | 1731–1731    | Antonín I. Marie Lotrinská              |                              |

### Mantignon-Grimaldi
| obrázek | jméno                | život     | období vlády | rodiče                                                | poznámky                              |
| ------- | -------------------- | --------- | ------------ | ----------------------------------------------------- | ------------------------------------- |
|         | Jakub I. z Mantigonu | 1689–1751 | 1731–1733    | Jacques Goyon de Matignon Charlotte Goyon de Matignon |                                       |
|         | Honoré III.          | 1720–1795 | 1733–1793    | Jakub I. z Mantigonu Luisa Hippolyta                  |                                       |
|         | Honoré IV.           | 1758–1819 | 1814–1819    | Honoré III. Marie Kateřina Brignolová                 |                                       |
|         | Honoré V.            | 1778–1841 | 1819–1841    | Honoré IV. Louise d'Aumont                            |                                       |
|         | Florestan I.         | 1785–1856 | 1841–1856    | Honoré IV. Louise d'Aumont                            |                                       |
|         | Karel III.           | 1818–1889 | 1856–1889    | Florestan I. Maria Caroline Gibert de Lametz          |                                       |
|         | Albert I.            | 1848–1922 | 1889–1922    | Karel III. Antoinetta de Mérode                       |                                       |
|         | Ludvík II.           | 1870–1949 | 1922–1949    | Albert I. Mary Victoria Hamiltonová                   | nelegitimní dcera: Charlotta Grimaldi |

### Polignac-Grimaldi
| obrázek | jméno        | život             | období vlády | rodiče                              | poznámky                    |
| ------- | ------------ | ----------------- | ------------ | ----------------------------------- | --------------------------- |
|         | Rainier III. | 1923–2005         | 1949–2005    | Petr z Polignacu Charlotta Grimaldi |                             |
|         | Albert II.   | * 14. března 1958 | od 2005      | Rainier III. Grace Kelly            | od března 2005 byl regentem |